# نیتریل ایلید
نیتریل ایلیدها یا نیتریلم ایلیدها یا نیترلیم متیلیدها، به غیر از چند مورد استثنا معمولاً واکنش‌دار میانجی اند. معمولاً نمی‌توان آنها را از بقیهٔ مواد جدا کرد با این حال ساختار یک نیتریل ایلید پایدار خاص زیر پرتوی ایکس مشخص شده است. البته با روش‌های دیگر موارد بیشتری شناسایی شده است.
همان‌طور که ایلیدها بار منفی با خود و بار مثبت در اتم‌های همسایه دارند همانند دوقطبی ۱و ۳ چندین ساختار رزونانسی می‌توان برای این‌ها بدست آورد (1a-d). مناسب‌ترین ساختار رزونانسی به الگوی جایگزین (گروه‌های R و 'R در ۱ و ۲) بستگی دارد.
نیتریل ایلیدها با افزودن کاربن الکتروفیل به نیتریل توسط حلقهٔ فوتوشیمی آزیرین یا ایزوکسازول و توسط دهیدروکلریناسیون کلریدهای ایمیدول بدست می‌آید؛ که مورد دوم قابل اطمینان تر است.